# Кудунија
Кудунија (грч. Κουδούνια) је насељено место у општини Драма у периферији Источна Македонија и Тракија, Грчка. Према попису из 2021. године било је 814 становника.
Кудунија је 1920. године имала 4232 житеља Турака. Године 1923. турско становништво је принудно исељено у Турску а на њихово место је насељено 150 грчких избегличких породица, укупно 530 особа. На попису из 1928. године Кудунија је имала 631 становника. Село се раније звало Музга.